# Scott Fraser
Pas d'image ? Cliquez ici
Scott Fraser était un pilote automobile de stock-car né le 20 octobre 1970 à Shubénacadie en Nouvelle-Écosse (Canada) et décédé le 20 mars 2004 dans un accident de motoneige.
Il a fait ses débuts en catégorie Street Stock à la piste Onslow Speedway en Nouvelle-Écosse en 1987. En 1991, il faisait sa première apparition dans la défunte série MASCAR (Maritime Association for Stock Car Auto Racing). De 1993 à 1998, il a remporté six fois consécutives la plus prestigieuse course de cette série, le Riverside 250 tenu à la piste Riverside International Speedway d'Antigonish. En 1996, il a remporté douze des quinze courses de la série, dont neuf consécutives! Il a évidemment été couronné champion de la série, exploit qu'il a répété en 1998.
Champion de l'International Pro Stock Challenge en 1999.
Scott Fraser a triomphé dans la plupart des séries auxquelles il a participé: ACT Pro Stock Tour (Scotia Speedworld, 1995), International Pro Stock Challenge (Oxford Plains Speedway en 1999 et Scotia Speedworld en 1999 et 2000), Northeast Pro Stock Association (NEPSA) (Scotia Speedworld, 2000), PASS North (Speedway 660, 2003) et Maritime Pro Stock Tour (Centre for Speed et Scotia Speedworld en 2003).
19 départs en série ASA National Tour en 2000 et 2001: Cinq top 5 et huit top 10. Son meilleur résultat fut une troisième place au Milwaukee Mile au Wisconsin.
Nommé "Athlète masculin de l'année" en 1999 en Nouvelle-Écosse.
Il est décédé prématurément dans un accident de motoneige le 20 mars 2004.
Intronisé au Canadian Motorsport Hall of Fame en 2007.